# Imeni Stepana Razina
Imeni Stepana Razina (in russo И́мени Степа́на Ра́зина?) è un insediamento operaio della Russia europea centro-orientale, situato nel Lukojanovskij rajon dell'oblast' di Nižnij Novgorod. Porta il nome del cosacco rivoluzionario russo Sten'ka Razin (Stepan Timofeevič Razin).
Si trova 195 km a sud-est di Nižnij Novgorod e 18 km a sud-ovest di Lukojanov.